# Bieliny (Młodzieszyn)
Pour les articles homonymes, voir Bieliny.
Bieliny  [bjɛˈlinɨ] est un village polonais de la gmina de Młodzieszyn dans le powiat de Sochaczew et dans la voïvodie de Mazovie.